# Francis Arinze
Francis Arinze, né le 1er novembre 1932, est un cardinal nigérian résidant à Rome depuis 1984, préfet émérite de la Congrégation pour le culte divin et la discipline des sacrements depuis 2008.

## Biographie

### Formation
De religion traditionnelle africaine, il est baptisé dans le catholicisme le jour de ses neuf ans, par le père Cyprien Tansi.
À l'âge de 15 ans, il commence ses études au Nigéria, au séminaire de Nuewi puis à Enugu avant de fréquenter l'Université pontificale urbanienne à Rome.
Par la suite, il complétera sa formation par un diplôme en pédagogie obtenu à Londres.
Il est ordonné prêtre le 23 novembre 1958 pour le diocèse d'Onitsha au Nigeria.

### Prêtre
De retour dans son diocèse, il enseigne la liturgie au séminaire d'Enugu avant d'être nommé secrétaire régional de l'éducation catholique pour l'Est du Nigéria.

### Évêque
Nommé archevêque coadjuteur d'Onitsha le 6 juillet 1965, il a été consacré le 29 août suivant par Charles Heerey (en) avec comme co-consécrateurs John Kwao Amuzu Aggey (fi) et Dominic Ignatius Ekandem. Il devient archevêque de ce diocèse le 26 juin 1967.
Il a présidé la Conférence des évêques catholiques du Nigeria de 1979 à 1984.
Le 8 avril 1984, il est nommé, au sein de la curie romaine, pro-préfet du Conseil pontifical pour le dialogue interreligieux. Il devient président de ce conseil le 27 mai 1985.
Le 1er octobre 2002, il est nommé préfet de la Congrégation pour le culte divin et la discipline des sacrements par Jean-Paul II. Il a notamment émis l'instruction Redemptionis sacramentum contre les abus liturgiques et est l'auteur d'un petit catéchisme eucharistique.
Il se retire le 9 décembre 2008.

### Cardinal
Il est créé cardinal par le pape Jean-Paul II lors du consistoire du 25 mai 1985 avec le titre de cardinal-diacre de San Giovanni della Pigna. Il est ensuite élevé au rang de cardinal-prêtre le 29 janvier 1996, puis de cardinal-évêque de Velletri-Segni le 25 avril 2005, titre porté par Joseph Ratzinger avant son élection au siège pontifical.
Le nombre de catholiques sur le continent noir augmentant rapidement, plusieurs observateurs ont cité son nom comme successeur possible à Jean-Paul II, ce qui aurait fait de lui le premier pape noir et le quatrième pape africain, lors du conclave de 2005.
Le cardinal Joseph Ratzinger, devenu Benoît XVI, a pour sa part déclaré avant l'élection que celle d'un pape africain serait un signe positif pour toute la chrétienté.
Il atteint les quatre-vingts ans le 1er novembre 2012, ce qui l'empêche de prendre part aux votes des conclaves de 2013 (élection de François) et de 2025 (élection de Léon XIV).
La durée de son cardinalat est de plus de 40 ans depuis le 25 mai 2025.

## Succession apostolique
Francis Arinze a ordonné les évêques suivants :
- Évêque Mark Onwuha Unegbu (de) (1970)
- Archevêque Stephen Nweke Ezeanya (de) (1985)
- Évêque Emmanuel Otteh (de) (1990)
- Évêque Simon Akwali Okafor (1992)
- Évêque Ambroise Ouédraogo (1999)
- Archevêque Michel Christian Cartatéguy, S.M.A. (1999)
- Archevêque Michael Aidan Courtney (2000)
- Archevêque Jude Thaddeus Okolo (2008)
- Évêque Denis Chidi Isizoh (de) (2015)

## Publication et ouvrage
- The Family Catechism on Tape, Apostolate for Family Consecration
- Divine Providence: God's Design in Your Life (2005)
- Building Bridges: Interreligious Dialogue on the Path to World Peace (2004)
- Cardinal Reflections: Active Participation and the Liturgy (2005)
- The Holy Eucharist (Our Sunday Visitor, 2001)  (ISBN 0-87973-978-9)
- The Church in Dialogue: Walking With Other Believers (1990)
- Meeting Other Believers: The Risks and Rewards of Interreligious Dialogue (1998)
- Celebrating the Holy Eucharist (2006)
- Religions for Peace (Darton, Longman & Todd, 2002)
- God's Invisible Hand: The Life and Work of Francis Cardinal Arinze, Ignatius Press, 2006
- Great Figures in Salvation History: David and Solomon, interview du Cardinal Arinze et de Roy Schoemann, Ignatius Press, 2006